# Cyphostemma currorii
Cyphostemma currorii là một loài thực vật hai lá mầm trong họ Nho. Loài này được (Hook.f.) Desc. miêu tả khoa học đầu tiên năm 1967.